# Elaphoglossum beaurepairei
Elaphoglossum beaurepairei é uma espécie de planta do gênero Elaphoglossum e da família Dryopteridaceae.

## Taxonomia
A espécie foi descrita em 1937 por Alexander Curt Brade.
Os seguintes sinônimos já foram catalogados:  
- Acrostichum beaurepairei  Fée
- Elaphoglossum aubertii beaurepairei  (Fée) Luetzelb.

## Forma de vida
É uma espécie epífita, rupícola, terrícola e herbácea.

## Descrição
| Caule                         | Caule                       |
| ----------------------------- | --------------------------- |
| porte                         | curto rastejante            |
| escama - cor                  | laranja/avermelhada         |
| escama - tipo                 | concolor/bicolor            |
| escama - margem               | inteira/denticulada         |
| Folha                         |                             |
| filopódio                     | não conspícuo               |
| posição                       | aproximada                  |
| divisão                       | simples                     |
| lâmina formato                | linear/elíptica             |
| lâmina base                   | amplamente cuneada/truncada |
| lâmina ápice                  | acuminado                   |
| apical gema                   | ausente                     |
| glandular tricoma             | ausente                     |
| nervura                       | livre                       |
| hidatódio                     | presente                    |
| lâmina escama densidade       | esparsa                     |
| laminar margem escama formato | glabro                      |
| costal escama formato         | subulada                    |
| fértil folha                  | mais curta que estéril      |

## Conservação
A espécie faz parte da Lista Vermelha das espécies ameaçadas do estado do Espírito Santo, no sudeste do Brasil. A lista foi publicada em 13 de junho de 2005 por intermédio do decreto estadual nº 1.499-R.

## Distribuição
A espécie é encontrada nos estados brasileiros de Minas Gerais, Mato Grosso, Paraná, Rio de Janeiro, Rio Grande do Sul, Santa Catarina e São Paulo.
A espécie é encontrada no domínio fitogeográfico de Mata Atlântica, em regiões com vegetação de mata ciliar, floresta ombrófila pluvial e mata de araucária.